# 이하라 아오이
이하라 아오이(일본어: 伊原 葵, 1997년 8월 15일 ~ )는 일본의 모델, 크리에이터, 배우이다. 효고현 고베시 출신이다.